# Champguyon

Champguyon este o comună în departamentul Marne, Franța. În 2009 avea o populație de 257 de locuitori.